# Бурратор
Бурратор (англ. Burrator) — громада в Англії, у графстві Девон. Її територія повністю входить до Дартмуру, одного з 13 національних парків Англії та Уельсу. 
Громаду було створено шляхом об'єднання трьох старіших громад Міві, Шипстор и Волгемптон у 1999 році.

## Географія
Значна частина території громади являє собою вересове пустище. Біля села Міві знаходиться Бурраторське водосховище, яке є основним джерелом води для Плімуту. Воно побудовано на найбільшій річці громади Міві.

## Населення
Це одна з найменш заселених громад Англії. У 2001 році населення складало 1540 осіб та впало до 1445 у 2011 році.

## Історія
Назва громади походить від топоніму невеликого пагорба з пласкою верхівкою «скеля Бурра» (англ. Burra Tor), який знаходиться поблизу південного кінця водосховища.
Побратимом громади є муніципалітет Матьє у Нижній Нормандії (Франція).
У Бурраторі помер та похований Джеймс Брук, перший Раджа Сараваку.